# 馬場記念病院
馬場記念病院（ばばきねんびょういん　英語: Baba Memorial Hospital）は、大阪府堺市西区にある病院である。　　　　　　　　　　　　事業主体は、社会医療法人ペガサス。2次救急指定告示医療機関、臨床研修指定病院である。大阪府の地域医療支援病院に指定されている。

## 沿革
- 1984年 大阪府堺市西区に馬場記念病院開設（300床）
- 1989年 542床に増床
- 1993年 馬場記念病院南館を特例許可老人病棟へ移行
- 1994年 総合リハビリテーション施設基準取得
- 1995年 医療法人ペガサス認可（馬場病院）
- 1996年 馬場記念病院を医療法人ペガサスに吸収
- 1998年 日本臓器移植提供施設認定、馬場記念病院開放型病院認可
- 1999年 日本医療機能評価機構認定
- 2000年 介護療養型医療施設113床認可、回復期リハビリテーション病棟51床認可
- 2002年 回復期リハビリテーション病棟54床認可（計105床）
- 2003年 急性期特定病院認可、地域医療支援病院認可、管理型臨床研修病院指定
- 2004年 亜急性期入院医療管理料病室17床認可
- 2006年 DPC対象病院告示
- 2007年 ペガサスリハビリテーション病院開設に伴い、回復期リハビリテーション病棟および介護療養病棟の機能を一部移転
- 2009年 社会医療法人認可、介護療養型老人保健施設ペルセウス開設に伴い、一般病床300床となる

## 診療科
| - 内科 - 循環器科 - 呼吸器科 - 外科 - 消化器科 - 脳神経外科 - 整形外科 - 皮膚科 | - 神経内科 - 形成外科 - 泌尿器科 - 眼科 - リハビリテーション科 - 麻酔科 - 放射線科 |

## 部門
| - 看護部 - 診療部 - 事務部 - 薬剤部 - 検査部 - 臨床心理部 - 栄養部 - 臨床放射線部 | - 医療機器管理部 - リハビリテーション部 - 消化器センター - 健診室 - 医療福祉相談室 - 地域医療支援室 - 在宅サービスセンター |

## 系列病院・診療所
- ペガサスリハビリテーション病院（堺市西区）
- ペガサスクリニック（堺市西区）
- ペガサスロイヤルクリニック（堺市西区）
- 馬場満記念クリニック（和泉市）

## 系列事業所
| - 介護療養型老人保健施設ペルセウス - 介護療養型老人保健施設エクウス - ペガサス訪問看護ステーション - ペガサス訪問看護ステーション石津 - ペガサス訪問看護ステーションなかもず - ペガサス訪問看護ステーション八田 - ペガサス訪問看護ステーション若松台 - ペガサス訪問看護ステーション和泉 - ペガサス訪問看護ステーション忠岡 - ペガサス療養通所介護 - ペガサスデイケアセンター - ペガサスデイケアセンター和泉 - ペガサスデイサービスセンター石津 - ペガサスデイサービスセンター石津2号館 | - ペガサス訪問リハビリテーションセンター - ペガサスヘルパーセンター - ペガサスヘルパーセンター和泉 - ペガサスヘルパーセンター忠岡 - グループホームポニー - ペガサスケアプランセンター - ペガサスケアプランセンター和泉 - ペガサスケアプランセンター忠岡 - ペガサスケアプランセンター浜寺 - ペガサスケアプランセンター石津 - サービス付き高齢者向け住宅ペガサスロイヤルリゾート石津 - 社会福祉法人風の馬 ペガサス保育園 - 社会福祉法人風の馬 ペガサス第二保育園 - 社会福祉法人風の馬 小規模保育園ペガサス保育園つばさ - 社会福祉法人風の馬 特別養護老人ホームアリオン |

## 交通
- JR阪和線津久野駅より徒歩13分
- 南海高野線堺東駅 9番乗り場より南海バス 光明池駅、栂・美木多駅、国分峠東行（すべて鳳駅前経由）、または鳳駅前行きで「神石市之町」下車徒歩5分
- JR阪和線鳳駅 1番乗り場より南海バス 堺東駅前行に乗車、「神石市之町」下車徒歩5分